# 魏廷朝
魏廷朝（1935年3月27日—1999年12月28日），祖籍臺灣桃園龍潭烏樹林，出生於今桃園市八德區八德國小旁的一間民宅，桃園客家人，他的父親魏維崇是小學老師，對日本統治台灣極為憤慨，遂將兒子取名「廷朝」，朝廷的顛倒，意為「顛覆朝廷」。臺灣的人權工作者與政治人物，被稱為「人格者」。其弟魏廷昱，亦為活躍之人權與政治人物，台灣民主運動時期黨外人士稱兄弟二人為「大魏」、「小魏」，頗受敬重。妻子為立委張慶惠，許信良親家，女兒魏筠，曾任新竹地方法院檢察署書記官和板橋地方法院檢察署書記官，現任桃園市議員。魏廷朝是魏侃夫系十八代魏飛龍之後，族譜記載一世祖為南京江寧魏侃夫。

## 生平
魏廷朝1948年進入桃園中壢義民中學就讀，受歷史老師黃賢忠、教務主任姚錦、國文鄧姓老師啟蒙，對社會主義產生憧憬，孕育其「反骨」個性。:40魏廷朝在就讀國中的時候，因為不願在台上演講歌頌總統蔣中正，而被列為「問題學生」。1952年6月，魏廷朝在臺北火車站公佈欄，看到國中老師黃賢忠、姚錦因參加省工委會組織遭槍決，使其對政府產生懷疑，為何不見容政治異議者。:50就讀成功高中二年級結束時，因不願配合校長潘振球推動的救國團政策，率領全班同學拒絕參加救國團，最後只有他一個人堅持，被校方要求轉學，魏廷朝和父親魏維崇討論後，決定不與校方妥協，先辦理休學，保留學籍，再退學，靠自學一年之後再報考大學。:52之後靠半工半讀方式考取國立臺灣大學法律系，並且於1958年7月6日畢業。8月15日入伍，進入高雄鳳山步兵學校受義務役預官第七期訓練，1959年2月入臺南砲兵學校受訓12週，5月入淡水68師，7月入32師，12月24日隨32師到金門，1960年2月14日退伍回到楊梅埔心。之後曾擔任過中學教員、國防部情報次長室聘任研究員、中央研究院近代史研究所助理等職。 
魏廷朝與經常和大學同學謝聰敏、以及台大政治系主任彭明敏共同討論國際情勢與台灣前途。1964年三人決定發表《台灣人民自救宣言》，主張國會全面改選、台灣前途由人民自決，這份歷史文件出自魏廷朝手筆。1964年9月20日三人因此被捕並以叛亂罪嫌起訴。1965年4月8日謝聰敏被判有期徒刑十年，彭明敏和魏廷朝各判八年有期徒刑。1970年出獄之後，魏廷朝又於1971年因台北花旗銀行爆炸案被誣為台獨暴力事件，與李敖等一同被捕，判處有期徒刑十年。出獄後又於1979年美麗島事件遭逮捕。在臺灣解嚴之前，魏廷朝一共坐了十七年三個月又七日的政治牢。
1987年5月27日清晨五點，魏廷朝從仁愛教育所假釋出獄。8月27日經由江鵬堅之介紹加入民進黨，隨即接任民進黨桃園縣黨部執行長。10月擔任台灣政治受難者聯誼會會長。1988年4月魏廷朝前往日本擔任大阪經濟法科大學中文講師；1990年回台，1991年出任民進黨桃園縣黨部主委，1994年出任民進黨中常委。1995年參選第三屆立法委員，以近四萬票的高票落選。
1997年4月魏廷朝完成《台灣人權報告書 1949-1995（The Report of Human Rights in Taiwan 1949-1995）》，由台北市文英堂出版社發行。1999年12月28日因心肌梗塞病故，享年六十五歲。

### 家庭
魏廷朝的妻子張慶惠為前民進黨立法委員、女兒魏筠是現任桃園市議員。
2021年11月，魏筠偕同母親彭明敏文教基金會董事長張慶惠女士出席國家人權博物館「島嶼聲耕」音樂工作坊活動，回憶年幼時首度在獄中和父親相遇的經過。同年，魏廷朝子女魏新奇、魏筠將父親因為美麗島事件入獄時的家書、獄中筆記等，捐贈予國家人權博物館。2022年8月19日魏廷朝妻子張慶惠女士辭世，享年80歲。

## 著作
- 張慶惠總策畫，魏廷朝回憶錄編輯小組編：《賭鬼的後代：魏廷朝回憶錄》（台北：前衛出版社，2017年）

### 編著
- 《台灣人權報告書：1949-1995》（台北：文英堂出版社，1997年）

### 翻譯
- 戴國煇：《台灣總體相：人間‧歷史‧心性》（台北：遠流出版公司，1989年）
- 戴國煇：《台灣總體相：住民‧歷史‧心性》（台北：遠流出版公司，1992年）
- 谷崎潤一郎：《細雪》（台北：遠景出版社，1992年）
- 又吉盛清：《台灣今昔之旅：台北篇》（台北：前衛出版社，1997年）
- 又吉盛清：《日本殖民下的台灣與沖繩》（台北：前衛出版社，1997年）
- 戴國煇編著：《台灣霧社蜂起事件：硏究與資料》（新店：國史館，2002年）